# SK Telecom T1

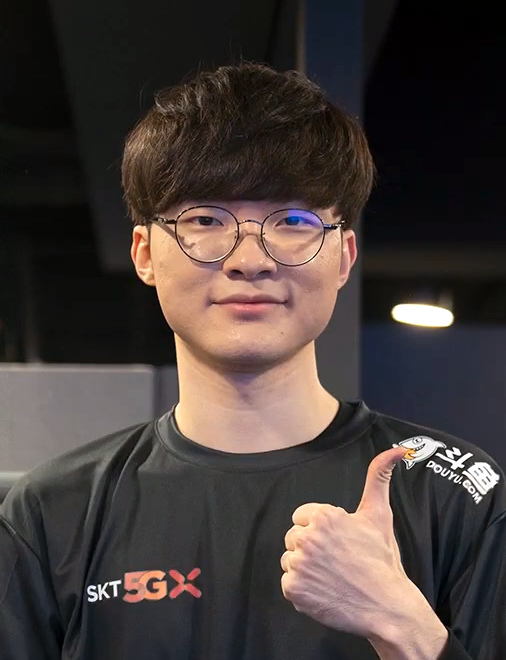
Lee "Faker" Sang-hyeok (2020)

T1 – południowokoreańska drużyna e-sportowa (wcześniej znana jako SK Telecom T1 lub SKT T1), sponsorowana przez zakład telekomunikacyjny SK Telecom i Comcast Spectacor. Pod koniec 2003 roku SK Telecom przejęło drużynę StarCraft Team Orion (dawniej 4U) i podpisało kontrakt z Limem "BoxeRem" Yo-hwanem i tak powstała "Drużyna pierwsza". Lim został jej kapitanem. SK Telecom T1 jest częścią SK Sports składającego się z drużyny koszykarskiej Seoul SK Knights, baseballowej SK Wyverns oraz mistrza olimpijskiego Park Tae-hwan. Drużyna jest też sponsorowana przez firmę odzieżową Nike i sieć restauracji fast-food Kraze. SK Telecom T1 jest pięciokrotnym zwycięzcą Mistrzostw Świata w grę League of Legends w latach 2013, 2015, 2016, 2023, 2024 i dwukrotnym zwycięzcą MSI w latach 2016, 2017. Jest najbardziej utytułowaną i uważana za najlepszą drużynę w historii tej gry.

## Gracze

### League of Legends

#### T1[4]
| Nar.             | Rola                  | Gracz                              |
| ---------------- | --------------------- | ---------------------------------- |
| Korea Południowa | Góra (Top)            | Choi "Doran" Hyeon-joon (최현준)   |
| Korea Południowa | Góra                  | Haetae                             |
| Korea Południowa | Dżungla (Jungle)      | Moon "Oner" Hyeon-joon (문현준)    |
| Korea Południowa | Dżungla               | Vincenzo                           |
| Korea Południowa | Środek (Mid)          | Lee "Faker" Sang-hyeok (이상혁)    |
| Korea Południowa | Środek                | Poby                               |
| Korea Południowa | Środek                | Guti                               |
| Korea Południowa | Dół (Bot)             | Lee "Gumayusi" Min-hyeong (이민형) |
| Korea Południowa | Dół                   | Smash                              |
| Korea Południowa | Dół                   | Cypher                             |
| Korea Południowa | Wspierający (Support) | Ryu "Keria" Min-seok (류민석)      |
| Korea Południowa | Wspierający           | Cloud                              |
| Korea Południowa | Główny trener         | Kim "kkoma" Jeong-gyun (김정균)    |
| Korea Południowa | Główny trener         | Rather                             |
| Korea Południowa | Trener                | Im "Tom" Jae-hyeon (임재현)        |
| Korea Południowa | Trener                | Mata                               |
| Korea Południowa | Trener                | Dooti                              |

#### T1 Esportowa Akademia[5]
| Nar.             | Rola                  | Gracz                         |
| ---------------- | --------------------- | ----------------------------- |
| Korea Południowa | Góra (Top)            | Moon "Dal" Jeong-wan (문정완) |
| Korea Południowa | Dżungla (Jungle)      | Koo "Guwon" Gwan-mo (구관모)  |
| Korea Południowa | Środek (Mid)          | Yoon "Poby" Seong-won         |
| Korea Południowa | Strzelec (AD Carry)   | Sin "Smash" Geum-jae (신금재) |
| Szwecja          | Wspierający (Support) | Martin "Rekkles" Larsson      |
| Korea Południowa | Rezerwowy (Sub)       | Moon "Cloud" Hyeon-ho         |
| Korea Południowa | Główny trener         | Lee "GBM" Chang-seok          |

### Valorant
| Nar.              | Rola          | Gracz                    |
| ----------------- | ------------- | ------------------------ |
| Korea Południowa  | Gracz         | Son "xeta" Seon-ho       |
| Korea Południowa  | Gracz         | Ha "Sayaplayer" Jung-woo |
| Stany Zjednoczone | Gracz         | Lee "Carpe" Jae-hyeok    |
| Korea Południowa  | Gracz         | Ham "iZu" Woo-joo        |
| Indonezja         | Gracz         | Kevin "xccurate" Susanto |
| Stany Zjednoczone | Gracz         | Daniel "Rossy" Abedrabbo |
| Korea Południowa  | Główny trener | Yoon "Autumn" Eu-teum    |
| Korea Południowa  | Trener        | Lee "CheongGak" Il-ho    |
| Kanada            | Trener        | Dakota "Stunner" MacLeod |

## Osiągnięcia

### League of Legends
Champions Korea / League of Champions Korea
| Data       | Miejsce | Turniej                          | Nagroda  | Źródła |
| ---------- | ------- | -------------------------------- | -------- | ------ |
| 2013-06-15 | brąz    | Champions Korea Spring 2013      | $21,258  |        |
| 2013-08-31 | złoto   | Champions Korea Summer 2013      | $72,076  |        |
| 2014-01-25 | złoto   | Champions Korea Winter 2013-2014 | $74,582  |        |
| 2014-04-16 | 5–8     | Champions Korea Spring 2014      | $9,768   |        |
| 2014-08-16 | 4       | Champions Korea Summer 2014      | $9,812   |        |
| 2015-05-02 | złoto   | LCK Spring 2015                  | $92,868  |        |
| 2015-08-29 | złoto   | LCK Summer 2015                  | $84,951  |        |
| 2016-04-23 | złoto   | LCK Spring 2016                  | $87,280  |        |
| 2016-08-20 | brąz    | LCK Summer 2016                  | $26,862  |        |
| 2017-04-22 | złoto   | LCK Spring 2017                  | $87,979  |        |
| 2017-08-26 | srebro  | LCK Summer 2017                  | $53,255  |        |
| 2018-04-04 | 4       | LCK Spring 2018                  | $18,697  |        |
| 2018-08-09 | 7       | LCK Summer 2018                  | $8,893   |        |
| 2019-04-13 | złoto   | LCK Spring 2019                  | $87,655  |        |
| 2019-08-18 | złoto   | LCK Summer 2019                  | $82,874  |        |
| 2020-04-16 | złoto   | LCK Spring 2020                  | $81,196  |        |
| 2020-08-23 | 5       | LCK Summer 2020                  | $12,632  |        |
| 2021-03-28 | 4       | LCK Spring 2021                  | $22,302  |        |
| 2021-08-15 | srebro  | LCK Summer 2021                  | $86,034  |        |
| 2022-04-02 | złoto   | LCK Spring 2022                  | $163,965 |        |
| 2022-08-28 | srebro  | LCK Summer 2022                  | $74,506  |        |
| 2023-04-09 | srebro  | LCK Spring 2023                  | $75,962  |        |
| 2023-08-20 | srebro  | LCK Summer 2023                  | $74,617  |        |
| 2024-04-14 | srebro  | LCK Spring 2024                  | $72,432  |        |

Mistrzostwa Świata League of Legends
| Data       | Miejsce | Turniej                     | Nagroda    | Źródła |
| ---------- | ------- | --------------------------- | ---------- | ------ |
| 2013-10-04 | złoto   | Season 3 World Championship | $1,000,000 |        |
| 2015-10-31 | złoto   | 2015 World Championship     | $1,000,000 |        |
| 2016-10-29 | złoto   | 2016 World Championship     | $2,028,000 |        |
| 2017-11-04 | srebro  | 2017 World Championship     | $620,540   |        |
| 2019-11-10 | 3–4     | 2019 World Championship     | $155,750   |        |
| 2021-11-06 | 3–4     | 2021 World Championship     | $178,000   |        |
| 2022-11-05 | srebro  | 2022 World Championship     | $333,750   |        |
| 2023-11-19 | złoto   | 2023 World Championship     | $445,000   |        |
| 2024-11-19 | złoto   | 2024 World Championship     | $445,000   |        |

Mid-Season Invitational
| Data       | Miejsce | Turniej                      | Nagroda  | Źródła |
| ---------- | ------- | ---------------------------- | -------- | ------ |
| 2015-05-10 | srebro  | 2015 Mid-Season Invitational | $50 000  |        |
| 2016-05-15 | złoto   | 2016 Mid-Season Invitational | $250 000 |        |
| 2017-05-21 | złoto   | 2017 Mid-Season Invitational | $676 000 |        |
| 2019-05-18 | 3–4     | 2019 Mid-Season Invitational | $100 000 |        |
| 2022-05-29 | srebro  | 2022 Mid-Season Invitational | $50 000  |        |
| 2023-05-21 | brąz    | 2023 Mid-Season Invitational | $30 000  |        |

Esports World Cup
| Date       | Place | Tournament             |
| ---------- | ----- | ---------------------- |
| 2024-07-07 | złoto | Esports World Cup 2024 |

Intel Extreme Masters
| Data       | Miejsce | Turniej                                                     | Nagroda | Źródła |
| ---------- | ------- | ----------------------------------------------------------- | ------- | ------ |
| 2012-12-16 | złoto   | Intel Extreme Masters Season VII - Global Challenge Cologne | $15 500 |        |
| 2013-03-09 | 3–4     | Intel Extreme Masters Season VII - World Championship       | $13 500 |        |
| 2016-03-07 | złoto   | Intel Extreme Masters Season X - World Championship         | $50 000 |        |

Rift Rivals
| Data       | Miejsce | Turniej                          | Nagroda | Źródła |
| ---------- | ------- | -------------------------------- | ------- | ------ |
| 2017-07-09 | srebro  | Rift Rivals 2017 LCK-LPL-LMS     | $10 000 |        |
| 2018-07-08 | srebro  | Rift Rivals 2018 LCK-LPL-LMS     |         |        |
| 2019-07-07 | złoto   | Rift Rivals 2019 LCK-LPL-LMS-VCS |         |        |

KeSPA Cup
| Data       | Miejsce | Turniej            | Nagroda | Źródła |
| ---------- | ------- | ------------------ | ------- | ------ |
| 2015-11-14 | 3–4     | 2015 LoL KeSPA Cup | ₩10 000 |        |
| 2016-11-19 | 3–4     | 2016 LoL KeSPA Cup | ₩10 000 |        |
| 2017-12-02 | 3–4     | 2017 LoL KeSPA Cup | ₩10 000 |        |
| 2018-12-27 | 5–8     | 2018 LoL KeSPA Cup | ₩5 000  |        |
| 2020-01-03 | 3–4     | 2019 LoL KeSPA Cup | ₩10 000 |        |
| 2021-01-02 | 7–8     | 2020 LoL KeSPA Cup | ₩5 000  |        |

LCK Challengers
| Date       | Place   | Tournament                              |
| ---------- | ------- | --------------------------------------- |
| 2021-04-09 | 1st     | LCK CL Spring 2021                      |
| 2021-08-09 | 10th    | LCK CL Summer 2021                      |
| 2022-03-21 | 5th-6th | LCK CL Spring 2022                      |
| 2022-08-22 | 3rd     | LCK CL Summer 2022                      |
| 2022-09-23 | 3rd-4th | Asia Star Challengers Invitational 2022 |
| 2023-04-04 | 4th     | LCK CL Spring 2023                      |
| 2023-08-04 | 8th     | LCK CL Summer 2023                      |

Inne
| Data       | Miejsce | Turniej                           | Nagroda | Źródła |
| ---------- | ------- | --------------------------------- | ------- | ------ |
| 2013-06-29 | 3–4     | AMD-INVEN GamExperience           | ₩1 000  |        |
| 2013-09-07 | złoto   | Season 3 Korea Regional Finals    |         |        |
| 2013-10-16 | 3–4     | WCG 2013 Korea Qualifiers         |         |        |
| 2014-05-11 | złoto   | All-Star Paris 2014               | $50 000 |        |
| 2014-05-14 | brąz    | bigfile NLB Spring 2014           | ₩2 000  |        |
| 2014-06-08 | srebro  | SK Telecom LTE-A LoL Masters      | ₩20 000 |        |
| 2014-08-09 | złoto   | ITENJOY NLB Summer 2014           | ₩5 000  |        |
| 2014-08-30 | srebro  | 2014 Season Korea Regional Finals |         |        |
| 2018-09-12 | 4       | 2018 LCK Regional Finals          |         |        |
| 2020-05-28 | 7–8     | Mid-Season Cup 2020               | $20 000 |        |
| 2020-09-09 | srebro  | 2020 LCK Regional Finals          |         |        |
| 2021-09-02 | złoto   | 2021 LCK Regional Finals          |         |        |

### Valorant
Wyniki w turniejach (1-6 miejsce)
| Data       | Miejsce | Turniej                                                        | Nagroda |
| ---------- | ------- | -------------------------------------------------------------- | ------- |
| 2020-06-28 | srebro  | T1 x Nerd Street Gamers Showdown                               | $15 000 |
| 2020-11-22 | 3-4     | First Strike North America - UMG Tournament                    |         |
| 2020-12-20 | 3-4     | Cloud9 To The Skyes                                            | $3 000  |
| 2021-02-28 | –4      | VCT 2021: North America Stage 1 Challengers 3 - Qualifier      |         |
| 2021-04-18 | –4      | VCT 2021: North America Stage 2 Challengers 2 - Qualifier      |         |
| 2021-07-25 | –4      | VCT 2021: North America Stage 3 Challengers 2 - Open Qualifier |         |
| 2021-07-30 | 5–6     | VCT 2021: North America Stage 3 Challengers 2                  | $3 000  |

### Apex Legends
Wyniki w turniejach
| Data       | Miejsce | Turniej                                                | Nagroda |
| ---------- | ------- | ------------------------------------------------------ | ------- |
| 2019-03-30 | złoto   | T1 x FACEIT Apex Legends Invitational                  | $10 000 |
| 2019-08-03 | 8       | EXP Invitational – Apex Legends at X Games Minneapolis | $7 500  |
| 2020-08-02 | złoto   | GLL Masters Summer - APAC North                        | $6 000  |
| 2020-09-12 | brąz    | ALGS Summer Circuit Playoffs - APAC North              | $10 200 |
| 2020-10-21 | złoto   | PGL Showdown - APAC North                              | $4 500  |
| 2020-12-19 | brąz    | ALGS Autumn Circuit Playoffs - APAC North              | $6 000  |
| 2021-01-31 | złoto   | ALGS Winter Circuit #1 - APAC North                    | $4 500  |
| 2021-03-28 | złoto   | ALGS Winter Circuit Playoffs - APAC North              | $30 000 |
| 2021-04-11 | złoto   | GLL Masters Spring - APAC North                        | $5 000  |
| 2021-06-06 | brąz    | ALGS Championship 2021 - APAC North                    | $52 344 |

### Fortnite
Wyniki w turniejach (1-3 miejsce)
| Data       | Wielkość drużyny | Miejsce | Turniej                                                        | Nagroda | Lista graczy               |
| ---------- | ---------------- | ------- | -------------------------------------------------------------- | ------- | -------------------------- |
| 2019-03-31 | Duo              | brąz    | Luxe Cup - Asia                                                | $1 500  | Quickss, Medusa            |
| 2019-04-14 | Solo             | brąz    | WC 2019 Asia Qualifiers - Week 1                               | $2 250  | Medusa                     |
| 2019-05-05 | Duo              | srebro  | WC 2019 Asia Qualifiers - Week 4                               | $5 500  | Quickss, Medusa            |
| 2019-05-26 | Solo             | srebro  | WC 2019 Asia Qualifiers - Week 7                               | $2 500  | Arius                      |
| 2019-06-09 | Solo             | brąz    | WC 2019 Asia Qualifiers - Week 9                               | $4 500  | Medusa                     |
| 2019-06-21 | Duo              | brąz    | WC 2019 Asia Qualifiers - Week 10                              | $9 000  | Quickss, Medusa            |
| 2019-07-14 | Squad (3)        | srebro  | Trio Cash Cup 1 - Asia                                         | $9 900  | Arius, Quickss, めでゅたん |
| 2019-09-05 | Solo             | złoto   | Champion's Solos Cash Cup - Week 3: Asia                       | $1 000  | Hood.J                     |
| 2019-09-08 | Squad (3)        | złoto   | Fortnite Champion Series: Season X - Week 4: Asia              |         | SinOoh, Envy, Peterpan     |
| 2019-09-19 | Solo             | złoto   | Champion's Solos Cash Cup - Week 5: Asia                       |         | Hood.J                     |
| 2019-09-21 | Squad (3)        | złoto   | Fortnite Champion Series: Season X - Heat 2: Asia              |         | SinOoh, Hood.J, Peterpan   |
| 2019-09-22 | Squad (3)        | srebro  | Fortnite Champion Series: Season X - Grand Finals: Asia        | $27 000 | SinOoh, Hood.J, Peterpan   |
| 2019-10-31 | Solo             | brąz    | Contender Solo Cash Cup: Chapter 2 Season 1 - Week 1: Asia     |         | SinOoh                     |
| 2019-11-25 | Solo             | brąz    | Platform Solo Cash Cup - PC: Chapter 4 Season 1 - Week 4: Asia | $800    | SinOoh                     |
| 2019-11-25 | Solo             | brąz    | Platform Solo Cash Cup - PC: Chapter 4 Season 1 - Week 5: Asia | $800    | Peterpan                   |
| 2019-12-16 | Solo             | srebro  | Contender Solo Cash Cup: Chapter 2 Season 1 - Week 7: Asia     | $1 750  | Quickss                    |
| 2019-12-20 | Solo             | złoto   | Platform Solo Cash Cup - PC: Chapter 2 Season 1 - Week 8: Asia | $1 200  | Peterpan                   |
| 2019-12-22 | Duo              | brąz    | Winter Royale Asia 2019: Day 3                                 |         | SinOoh, Hood.J             |
| 2020-01-20 | Solo             | złoto   | Platform Solo Cash Cup - PC: Chapter 2 Season 1 - Week 9: Asia | $500    | SinOoh                     |
| 2020-09-26 | Solo             | srebro  | Platform Cash Cup - PC: Chapter 2 Season 4 Week 4 - Asia       | $500    | SinOoh                     |

### Dota 2
Turnieje w 2021
| Data       | Miejsce | Turniej                                                   | Nagroda    |
| ---------- | ------- | --------------------------------------------------------- | ---------- |
| 2021-02-27 | brąz    | Dota Pro Circuit 2021: S1 - Southeast Asia Upper Division | $27 000    |
| 2021-03-28 | 15      | ONE Esports Singapore Major 2021                          |            |
| 2021-05-22 | złoto   | Dota Pro Circuit 2021: S2 - Southeast Asia Upper Division | $30 000    |
| 2021-06-13 | brąz    | WePlay AniMajor                                           | $75 000    |
| 2021-06-20 | złoto   | ESL One Summer 2021                                       | $175 000   |
| 2021-08-14 | 4       | BTS Pro Series Season 7: Southeast Asia                   | $4 000     |
| 2021-08-28 | 4       | ESL One Fall 2021                                         | $25 000    |
| 2021-09-08 | 4       | OGA Dota PIT Invitational                                 | $22 900    |
| 2021-10-15 | 7-8     | The International 2021                                    | $1 000 500 |

### Overwatch
Wyniki w turniejach (1-4 miejsce)
| Data       | Miejsce | Turniej                                      | Nagroda   |
| ---------- | ------- | -------------------------------------------- | --------- |
| 2020-03-13 | 3–4     | Contenders 2020 KR Season 1 Trials - Week 1  |           |
| 2020-03-19 | złoto   | Contenders 2020 KR Season 1 - Week 1         | $10 000   |
| 2020-04-16 | srebro  | NetEase Esports X Tournament - 2020 - Spring | $7 049    |
| 2020-04-26 | złoto   | Contenders 2020 KR Season 1 Trials - Week 3  |           |
| 2020-05-10 | złoto   | Contenders 2020 KR Season 1 Trials - Week 4  |           |
| 2021-04-27 | brąz    | Contenders 2021 KR Season 1 - Regular Season |           |
| 2021-05-10 | 4       | Overwatch Contenders 2021 Season 1: Korea    | $15 250   |
| 2021-10-04 | brąz    | Overwatch Contenders 2021 Season 2: Korea    | $17 500   |
| 2021-11-07 | brąz    | NetEase Esports X Tournament - 2021 - Winter | $2 345,90 |
| 2021-11-26 | W       | TEN 2021 Korea X China Team League           | $4 180,60 |

### League of Legends: Wild Rift
| Data       | Miejsce | Turniej                        | Nagroda |
| ---------- | ------- | ------------------------------ | ------- |
| 2021-08-14 | srebro  | Wild Rift Rivals: LCK vs LPL   | $9 611  |
| 2021-09-18 | brąz    | Wild Rift Champions Korea 2021 | $10 210 |

### StarCraft I
- 1 miejsce – OnGameNet KTF EVERCup ProLeague 2003[12]
- 1 miejsce – LG IBM MBC Team League 2003–2004[13]
- 1 miejsce – Tucsan MBCGame Team League 2004[14]
- 1 miejsce – Minor League 2007–2008[15]
- 1 miejsce – Shinhan Bank Proleague 2008–2009[16]
- 1 miejsce – SK Planet Proleague Season 1 2011–2012[17]

### StarCraft II
- 1 miejsce – WCS Asia 2012[18]
- 1 miejsce – StarsWar League Season 3 2012[19]
- 1 miejsce – Proleague Round 3 2014[20]
- 1 miejsce – SK Telecom Proleague 2014-2015[21]
- 1 miejsce – Proleague Round 1 2015[22]
- 1 miejsce – Proleague Round 3 2015[23]
- 1 miejsce – IEM X – Shenzhen 2015[24]
- 1 miejsce – ASL Season 5 Prime 2015[25]
- 1 miejsce – GSL Season 3 2015[26]
- 1 miejsce – Proleague Playoffs 2015[27]
- 3 miejsce – WCS Global Finals 2015[28]
- 1 miejsce – Proleague Round 1 2016[29]
- 1 miejsce – StarCraft II StarLeague Season 1 2016[30]
- 1 miejsce – SHOUTcraft Kings July 2016[31]
- 1 miejsce – WCS: Korean Cross Finals Season 2 2016[32]
- 1 miejsce – OlimoLeague Week #75 2016[33]
- 1 miejsce – OlimoLeague October 2016[34]
- 2 miejsce – WCS Global Finals 2016[35]
- 1 miejsce – OlimoLeague Grand Final 2016[36]

### Nagrody i nominacje T1
| Data | Miejsce | Wydarzenie                                                     | Nagroda                                                                | Źródła |
| ---- | ------- | -------------------------------------------------------------- | ---------------------------------------------------------------------- | ------ |
| 2013 | złoto   | 2013 Korea e-Sports Awards                                     | Best e-Sports Team e-Sports grand prize of the year                    | [ 37 ] |
| 2015 | złoto   | 2015 Korea e-Sports Awards                                     | Best e-Sports Team Best LoL Leadership Award Choi Byeong-hoon (최병훈) | [ 38 ] |
| 2016 | złoto   | 2016 Korea e-Sports Awards                                     | Best e-Sports Team Best LoL Leadership Award Choi Byeong-hoon (최병훈) | [ 39 ] |
| 2019 | złoto   | 2019 Korea Esports Hall of Fame                                | Best e-Sports Team of the Year                                         | [ 40 ] |
| 2022 | złoto   | 2022 Brand of the Year Award                                   | Best e-Sports Team of the Year                                         | [ 41 ] |
| 2023 | złoto   | 2023 Esports Awards                                            | Esports Team of the Year                                               | [ 42 ] |
| 2024 | złoto   | The Game Awards 2024 Esports Awards KeSPA Esports Hall of Fame | Esports Team of the Year                                               | [ 43 ] |